# Primavera in anticipo
Primavera In Anticipo – dziewiąty studyjny album włoskiej piosenkarki Laury Pausini, wydany w dniu 14 listopada 2008 roku. Album został również wydany w języku hiszpańskim pod nazwą Primavera Anticipada w dniu 11 listopada 2008.

## Lista utworów

### „Resta In Ascolto”
1. Mille braccia – 3:29
2. Invece no – 3:55
3. Primavera in anticipo (It Is My Song) - z James Blunt – 3:29
4. Nel modo più sincero che c'è – 3:26
5. Un fatto ovvio – 3:08
6. Il mio beneficio – 3:46
7. Prima che esci – 3:47
8. Più di ieri – 3:33
9. Bellissimo così – 3:53
10. L'impressione – 4:06
11. La geografia del mio cammino – 3:54
12. Ogni colore al cielo – 3:48
13. Primavera in anticipo – 3:29
14. Sorella terra – 4:08
15. Un giorno dove vivere – 4.16 [bonus track]